# Leodora perrieri
Leodora perrieri är en ringmaskart som först beskrevs av Maurice Caullery och Mesnil 1897.  Leodora perrieri ingår i släktet Leodora och familjen Serpulidae. Inga underarter finns listade i Catalogue of Life.